# Волочнюк Дмитро Михайлович
Волочнюк Дмитро Михайлович (нар. 22 січня 1980, Ірпінь, Київська область) — український науковець, хімік, доктор хімічних наук, професор кафедри супрамолекулярної хімії Інституту високих технологій КНУ імені Тараса Шевченка, завідувач відділу хімії біологічно активних речовин Інституту органічної хімії НАН України, срібний призер 29-тої Міжнародної хімічної олімпіади (1997 рік), член журі Міжнародної Менделєєвської олімпіади з хімії та Всеукраїнської хімічної олімпіади.
Індекс Гірша — 34, кількість цитувань — 3,627, згідно з даними Scopus станом на 17.03.2025.
Головний редактор журналу Хімія гетероциклічних сполук.

## Життєпис
Під час навчання в Українському фізико-математичному ліцеї здобув у 1997 році срібну медаль на 29-тій Міжнародній хімічній олімпіаді у Монреалі, Канада. Згодом, вступив на хімічний факультет КНУ імені Тараса Шевченка.
У 2005 році отримав ступінь кандидата хімічних наук, захистивши дисертацію на тему «Дезактивовані єнаміни як С-нуклеофіли».
У 2011 році став доктором хімічних наук; тема дисертації — «Електрофільна функціоналізація похідних π-збагачених аміногетероциклів».
Викладає в Інституті високих технологій курси «Органічної хімії», «Органічної хімії ароматичних та гетероциклічних сполук», «Стереохімії», «Загальної хімії», «Методів синтезу лікарських засобів», «Вебтехнології в хімії».
Є автором задач, членом журі і організатором олімпіад з хімії як в Україні, так і за кордоном. Куратор Міжнародної Менделєєвської олімпіади з хімії у відділі «Органічна хімія».

## Нагороди
- Національна премія України імені Бориса Патона 2022 року — за роботу «Створення органічних сполук для сучасної медицини — важливої складової безпеки та обороноздатності України» (у складі колективу)[12]